# Таттинський сільський округ
Татти́нський сільський округ (каз. Тәтті ауылдық округі, рос. Таттинский сельский округ) — адміністративна одиниця у складі Меркенського району Жамбильської області Казахстану. Адміністративний центр — село Татті.
Населення — 2076 осіб (2021; 2630 у 2009, 2575 у 1999, 3213 у 1989).
Станом на 1989 рік існувала Таттинська сільська рада (села Бельарик, Карасу, Ленінжоли, Татті, селища Тасоткель, Татті, Чемень).

## Склад
До складу округу входять такі населені пункти:
| Населений пункт             | Старі назви | Населення, осіб (1989) | Населення, осіб (1999) | Населення, осіб (2009) | Населення, осіб (2021) |
| --------------------------- | ----------- | ---------------------- | ---------------------- | ---------------------- | ---------------------- |
| Акжол, село                 | Ленінжоли   | 666                    | 545                    | 224                    | 456                    |
| Бельарик, село              | -           | 407                    | 84                     | 256                    | 148                    |
| Карасу, село                | -           | 194                    | 258                    | 288                    | 194                    |
| Тасоткель, станційне селище | -           | 41                     | 70                     | 365                    | 39                     |
| Татті, село                 | -           | 1344                   | 1256                   | 1174                   | 918                    |
| Татті, станційне селище     | -           | 364                    | 299                    | 284                    | 296                    |
| Чемен, станційне селище     | Чемень      | 197                    | 63                     | 39                     | 25                     |